# Sakae Ōsugi
 (janvier 2016).
Sakae Ōsugi , (大杉 栄, Ōsugi  Sakae), né le 17 janvier 1885 à Marugame (Shikoku) et mort le 16 septembre 1923 à Tokyo, est une figure importante du militantisme et du mouvement anarchiste japonais.

## Biographie

### Famille et enfance
Ōsugi Sakae est né le 18 janvier 1885 à Marugame, dans la préfecture de Kagawa. Il est le plus âgé d’une fratrie de neuf enfants d’Ōsugi Azuma et Kusui Yutaka. Au cours de son enfance, il est affecté à de nombreuses reprises par le métier de son père, militaire. Celui-ci est muté en 1885 à Tokyo puis en 1889 à Shibata, dans la préfecture de Niigata, et déménage, chaque fois, avec sa famille. Au déclenchement de la guerre sino-japonaise en 1894, son père est mobilisé.
Ōsugi suit une scolarité à Shibata. Suivant les traces de son père, il tente d’entrer en 1898 à l’École des cadets de l’Armée de Terre mais échoue. Néanmoins, il parvient à rentrer, grâce à son lieu d’état civil, à l’École des cadets de l’Armée de Terre de Nagoya.
En 1901, à la suite d’une altercation au sein de l’école il est condamné à 30 jours de consigne. De cet incident, Ōsugi commence à s’interroger sur sa future carrière militaire. Au cours de l’automne, il est blessé lors d’une bagarre avec un camarade et rentre chez ses parents à Shibata. En novembre il est alors expulsé de l’École des cadets.
Il est très marqué par la mort de sa mère l’année suivante.

### Intérêt pour le socialisme et l'anarchisme
En 1902, il rejoint Tokyo et y étudie la littérature. Il commence à s’intéresser au socialisme lors des manifestations en opposition à la mine de cuivre d’Ashio et en lisant la revue Yorozu chōhō, où écrivent Shūsui Kōtoku, Sakai Toshihiko et Uchimura Kanzō, et qui tient des discours d’opposition à la guerre.
La même année, il assiste aux discours d’Ebina Danjō qui l’influencent énormément sur la question religieuse et notamment, chrétienne.
En 1903, il commence des cours de français à l’École des langues étrangères et participe pour la première fois, en décembre, à une réunion de la Société plébéienne qui publie le journal Heimin Shimbun. Dès lors il se rendra chaque semaine à ces réunions.
L’année suivante, alors que son père est mobilisé pour la guerre russo-japonaise, il s’éloigne de la religion et des discours d’Ebina Danjō car celui-ci soutient l’effort de guerre. Au même moment son premier texte, Nagoya Yori, est publié dans un numéro du Heimin Shimbun.
Il est diplômé en juillet 1905 de l’École des langues étrangères.
En 1906, alors que le Parti socialiste japonais, sous l’ère Meiji, vient d’être créé, Ōsugi s’y engage et participe aux manifestations contre l’augmentation des tarifs du tramway où il sera arrêté et incarcéré avec quelques camarades. À sa libération, il entre au comité de rédaction de la revue féminine Katei zasshi (La revue de la famille). Il traduit l’article « Shinpei shokun ni atau » (À toutes les nouvelles recrues) où il dénonce la guerre et le militarisme mais est de nouveau arrêté pour infraction au règlement sur la presse. Il est emprisonné quatre mois dans la prison de Sugamo. C’est à partir de ce moment qu’il devient un militant très actif, partisan de l’action directe et s’écarte peu à peu du socialisme pour se diriger vers l’anarchisme. S’ensuit alors une période où Ōsugi Sakae alterne entre la prison et la liberté. En effet, il est inculpé en mars puis incarcéré en mai à Sugamo pour la traduction du texte de Pierre Kropotkine : Aux jeunes gens. Deux mois après sa libération il est à nouveau emprisonné en janvier 1907 après l’incident du discours sur le toit. Relâché en mars, il est interpellé en juin et envoyé en septembre dans le centre pénitentiaire de Chiba où il reste deux ans pour l’incident du drapeau rouge.
Au cours de ces séjours en prison et comme il l’écrit dans son autobiographie (Jijoden) écrite à partir de 1921, il se donne lui-même le défi d’apprendre une langue étrangère à chaque délit. Ainsi, il apprend, entre autres, l’espéranto, l’allemand et le russe, en plus du français qu’il a appris à l’École des langues étrangères. Par ailleurs, il participe fortement au développement de l’espéranto en intégrant une association pour l’espéranto où il assiste aux cours dès 1906.
Pendant ces années de prison, il étudie beaucoup d’auteurs socialistes ou anarchistes et s’intéresse à différentes sciences telles que la biologie, l’anthropologie, la sociologie et l’histoire.
Alors qu’il purge sa peine à Chiba, survient l’incident de haute trahison en 1910. De nombreux militants anarchistes et socialistes sont arrêtés et certains sont exécutés. Ōsugi est interrogé sur sa participation dans l’affaire mais les autorités ne considèrent pas qu’il est impliqué car en prison depuis deux ans. Ōsugi devient alors l'un des principaux militants de la cause ouvrière.

### Auteur prolifique
En octobre 1912, Ōsugi crée la revue Kindai shisō (Pensée Moderne) avec Arahata Kanson, dans laquelle il évoque l’homme moderne, des questions sociales et philosophiques et critique le système politique. Dès le début, certains textes deviennent polémiques. Deux ans plus tard il cesse la publication de cette revue et crée sa version de Heimin Shimbun où il critique fortement la Première Guerre mondiale qui vient de commencer. Mais tous les numéros sont interdits à la publication, excepté le quatrième.
En 1915, la Société d’études syndicalistes qu’il avait fondé deux ans plus tôt avec Arahata Kanson devient le Forum populaire. En même temps, il interrompt les publications du Heimin Shimbun et reprend celles du Kindai shisō mais à nouveau il subit des interdictions de publication. Cela dure peu puisqu’au début de 1916 il met fin à la revue.
En faveur de l’autonomie de la classe ouvrière et critique du parlementarisme, il soutient les révolutions bolchéviques de février et octobre 1917.
L’année suivante, il lance deux revues, Bunmei hihyo (Critique de la civilisation) et Rōdō shinbun (le journal des travailleurs), qui sortent seulement quelques numéros car la majorité sont interdits.
En juillet 1919 il est encore interpellé et incarcéré dans la prison de Toyotama en décembre. Pendant l’intervalle de quatre mois, Ōsugi lance la revue Rōdō Undō qu’il interrompt en juin 1920. En octobre de cette année il se rend à Shanghai pour assister au Congrès des Socialistes d’Extrême Orient et défendre des idées anarchistes mais fait rapidement face à l’opinion bolchévique.
Ōsugi démarre la deuxième série de Rōdō Undō et s’intéresse au bolchévisme. Plus tard, en décembre 1921, alors qu’il lance la troisième série de la revue avec Itō Noe, Wada Kyūtarō et Kondō Kenji, ils critiquent le mouvement du point de vue anarchiste.
En 1922, il se rend à Osaka et assiste à la tentative de formation d’une Union des syndicats des travailleurs. Quelques mois plus tard, il se rend à Saint-Denis, en France, sous une fausse identité chinoise mais est arrêté le 1er mai alors qu’il faisait un discours dans un meeting. Incarcéré par les autorités françaises, il est expulsé et renvoyé au Japon en juin.
Au cours de ces années, il traduit de nombreux ouvrages d’intellectuels comme Charles Darwin, Gustave Le Bon, Georges Sorel, Henri Bergson, Romain Rolland ou encore Jean-Henri Fabre.

### Défenseur de l'amour libre
Ōsugi Sakae est un fervent partisan de l’amour libre. Il s’engage dans trois relations avec des femmes. Après sa libération de prison en 1906, il se marie avec Hori Yasuko. Puis, en 1915, il commence une relation avec Ichiko Kamichika (en).
Dans le même temps, en 1916 Itō Noe quitte Jun Tsuji pour commencer une relation avec Ōsugi. En novembre, Ichiko supportant mal la relation que son amant entretenait avec Itō, le blesse d'un coup de couteau à la maison de thé de Hikage à Hayama. Elle sera condamnée, pour cette affaire, à quatre ans de prison, mais en elle n'en fera que deux.
En 1917, Ōsugi se sépare de Hori Yasuko et Itō Noe donne naissance à leur fille aînée. Par la suite, tous deux ont trois autres filles et un garçon mais deux d’entre eux meurent en bas âge.

### L'incident d'Amakasu
En 1923, il est sommairement assassiné, avec sa compagne Noe Itō et son neveu de six ans, par la police militaire japonaise lors de l'« incident d'Amakasu», qui suit le tremblement de terre du Kantō.

## Postérité
En 1970, Kijû Yoshida réalise Eros + Massacre. Ce premier volet d'une trilogie historique est consacré à l’évocation de la vie de Sakae Ōsugi et de ses relations tumultueuses avec les femmes.